# Coppa Pietro Linari
La Coppa Pietro Linari est une course cycliste italienne disputée autour de Borgo a Buggiano (it), un hameau de la commune de Buggiano, en Toscane.
Cette épreuve fait actuellement partie du calendrier national de la Fédération cycliste italienne, en catégorie 1.14. Elle est par conséquent réservée aux coureurs juniors (moins de 19 ans). 

## Histoire
La Coupe est créée en 1925 en l'honneur de l'ancien cycliste professionnel Pietro Linari, vainqueur de Milan-San Remo. Les premières éditions sont ouvertes aux coureurs professionnels. Au fil des ans, la course subit plusieurs interruptions, mais depuis 2004, elle constitue un rendez-vous régulier dans le calendrier junior.
Organisé par le Borgo a Buggiano Cycling Club, elle voit la collaboration du comité paroissial de San Pietro Apostolo et de la municipalité de Borgo a Buggiano.
La date à laquelle la course a lieu est le 18 août, en mémoire du miracle qui a eu lieu à l'intérieur du sanctuaire du Saint-Crucifix où du vrai sang est sorti du crucifix de Jésus. La course commence et se termine devant cette église.
L'épreuve a toujours été une course en ligne, à l'exception de l'édition 1972, où elle s'est disputée sous la forme d'un contre-la-montre par deux.